# NGC 151
NGC 151 (ook wel NGC 153, PGC 2035, MCG -2-2-54 lub IRAS00315-0958) is een balkspiraalstelsel in het sterrenbeeld Walvis. NGC 151 staat op ongeveer 160 miljoen lichtjaar van de Aarde.
NGC 151 werd op 28 november 1785 ontdekt door de Britse astronoom William Herschel. Het stelsel werd op 9 augustus 1886 nogmaals ontdekt door de Amerikaanse astronoom Lewis A. Swift. Dat dit eenzelfde sterrenstelsel was werd destijds niet gezien en aldus kreeg het stelsel een tweede nummer, namelijk NGC 153.